# Andrzej Misiaszek
Andrzej Misiaszek pseud. Dziadek, Kubacki (ur. 15 września 1879 w Podrajach w Kieleckiem, zm. 21 czerwca 1962 w Czeladzi) – działacz komunistyczny i związkowy.
Syn małorolnego chłopa Wojciecha. Nie chodził do szkoły; był samoukiem. Od 1898 pracował w kopalni "Mortimer" w Zagórzu w Zagłębiu Dąbrowskim, w 1902 zwolniony za udział w strajku, ale jeszcze w tym samym roku ponownie przyjęty. Od 1903 członek SDKPiL. Podczas rewolucji 1905 zorganizował w lutym strajk i brał udział w demonstracji pod Hutą "Katarzyna" w Sosnowcu. Organizował wystąpienia robotnicze w całym Zagłębiu. Od 1908 pracował w kopalni "Saturn" w Czeladzi, gdzie w 1912 zorganizował strajk. Od 1914 do 1916 pracował na wsi, potem ponownie w "Saturnie". Był jednym z najaktywniejszych członków SDKPiL. W październiku 1918 zorganizował strajk i manifestację, a w listopadzie brał udział w rozbrajaniu Niemców i organizowaniu Czerwonej Gwardii i Rad Delegatów Robotniczych (RDR), w których reprezentował kopalnię "Saturn". Po powstaniu KPP w grudniu 1918 został jej członkiem. Członek Komitetu Dzielnicowego (KD) KPP w Czeladzi i zarządu oddziału Centralnego Związku Górników w kopalni "Saturn". W 1922 należał do Komitetu Okręgowego Związku Proletariatu Miast i Wsi. W latach 1924–1926 więziony za działalność komunistyczną i organizowanie strajku górników przeciw przedłużaniu dnia pracy. Członek Komitetu Okręgowego (KO) KPP w Zagłębiu Dąbrowskim. W 1927 był delegatem na IV Zjazd KPP. Funkcjonariusz MOPR w Zagłębiu Dąbrowskim, w Krakowie i województwie łódzkim. W 1932 był jednym z głównych organizatorów strajku górników w Zagłębiu. Z powodu dekonspiracji KPP wysłała go do ZSRR, gdzie pracował jako górnik. W 1949 wrócił do Polski i wstąpił do PZPR. Pracował w Związku Zawodowym Górników. Był posłem do sejmu PRL pierwszej kadencji (1952-1956) z okręgu Sosnowiec. Był odznaczony Orderem sztandaru Pracy.